# Hierodula brunnea
Hierodula brunnea är en bönsyrseart som beskrevs av Max Beier 1952. Hierodula brunnea ingår i släktet Hierodula och familjen Mantidae. Inga underarter finns listade i Catalogue of Life.